# Xã Tolgen, Quận Ward, Bắc Dakota
Xã Tolgen (tiếng Anh: Tolgen Township) là một xã thuộc quận Ward, tiểu bang Bắc Dakota, Hoa Kỳ. Năm 2010, dân số của xã này là 29 người.